# Gevaro Nepomuceno
Gevaro Nepomuceno (* 10. listopadu 1992, Tilburg, Nizozemsko) je nizozemský fotbalový záložník, který v současné době hraje v klubu FC Petrolul Ploiești.

## Klubová kariéra
V Nizozemsku nejprve profesionálně působil v FC Den Bosch, kde dříve hrával v mládežnických týmech. V červenci 2012 přestoupil do klubu Fortuna Sittard a v červenci 2014 odešel společně se spoluhráčem Patrickem N'Koyiem do Rumunska, upsal se týmu FC Petrolul Ploiești.
První soutěžní zápas za Petrolul absolvoval 17. července 2014 ve 2. předkole Evropské ligy UEFA 2014/15 proti albánskému týmu KS Flamurtari Vlora (výhra 2:0), v utkání vstřelil v 77. minutě vítězný gól.